# Pubblicazione di matrimonio
La pubblicazione è la fase del procedimento di formazione del matrimonio che precede il matrimonio: la sua funzione è quella di portare a conoscenza dei terzi l'intenzione degli sposi di contrarre matrimonio e di consentire alle persone legittimate di fare eventuale opposizione al matrimonio.
L'istituto fu introdotto per il matrimonio canonico dal Concilio di Trento con il decreto Tametsi soprattutto in connessione con i matrimoni clandestini. 

Lo scopo della pubblicazione è quello di accertare che gli sposi siano in possesso di tutti i requisiti di legge necessari per contrarre matrimonio, nonché rendere nota l’intenzione dei medesimi di unirsi in matrimonio, affinché chiunque ne abbia interesse legittimo possa formulare le previste opposizioni (ad esempio un coniuge non ancora separato).

## Modalità e requisiti
La pubblicazione deve essere richiesta da entrambi gli sposi all'ufficiale di stato civile del comune in cui uno degli sposi ha residenza e ha luogo nei comuni di residenza degli sposi.
La richiesta deve contenere nome e cognome, data e luogo di nascita, cittadinanza, luogo di residenza, l'assenza di impedimenti matrimoniali e se gli sposi hanno già contratto precedente matrimonio.
L'ufficiale di stato civile può rifiutare la pubblicazione se ritiene che manchino le condizioni prescritte per contrarre matrimonio o se la documentazione presenti carenze non emendabili d'ufficio.

Contro il rifiuto è possibile ricorrere al tribunale che decide in camera di consiglio, dopo aver sentito il pubblico ministero.

## Tempistiche
La pubblicazione deve rimanere affissa per 8 giorni, termine oltre il quale devono passare almeno altri 3 giorni per eventuale opposizione. Dopo tale tempo l'ufficiale del comune rilascia il certificato di eseguita pubblicazione. I documenti sia civili che ecclesiastici hanno validità 6 mesi.
Il matrimonio potrà essere celebrato dal 12º giorno dalla data della pubblicazione ed entro il 180º giorno dalla data di compiuta pubblicazione. Se il matrimonio non viene celebrato in questo arco di tempo, la pubblicazione si considera decaduta, come se non fosse mai avvenuta, ed occorre ripetere la procedura, poiché i documenti sono scaduti (art. 93 e 94 c.c.). Le pubblicazioni sono affisse all'albo pretorio nella sede del Comune, oppure nel relativo sito istituzionale.

## Eccezioni e casi di nullità
Se la celebrazione del matrimonio ha avuto luogo senza che sia stata preceduta dalla pubblicazione, il matrimonio è valido ma irregolare e sia gli sposi che l'ufficiale di stato civile sono esposti al pagamento di un'ammenda.
In presenza di gravi motivi, il tribunale, su istanza degli interessati, può ridurre il termine della pubblicazione, con decreto non impugnabile emesso in camera di consiglio, sentito il pubblico ministero.
La pubblicazione può mancare del tutto se il tribunale, in presenza di cause gravissime, autorizza l'omissione della pubblicazione, o nel caso di imminente pericolo di vita di uno degli sposi.

## Unioni civili omosessuali
La Cassazione (sentenza n. 2400/2015) ha stabilito che «è legittima la mancata estensione del regime matrimoniale (nella specie, della possibilità di pubblicazioni di matrimonio) alle unioni omo-affettive, che non rientrano tra le ipotesi legislative di unione coniugale in linea con quanto affermato dalle sentenze n. 138 del 2010 e n. 170 del 2014 della Corte Costituzionale».
Fra gli altri diritti e obblighi introdotti, la successiva legge Cirinnà n.76/2016 sulle unioni civili ha confermato la non-obbligatorietà delle pubblicazioni di matrimonio.